# 長岡新吉
長岡 新吉（ながおか しんきち、1930年(昭和5年)4月19日 - 2015年（平成27年）11月1日）は、日本の経済史学者、北海道大学名誉教授。
岩手県出身。1953年東京大学経済学部卒、58年同大学院博士課程満期退学、1973年「明治恐慌史序説」で経済学博士。1958年弘前大学文理学部講師、62年助教授、1963年北海道大学経済学部助教授、70年教授、86 - 87年経済学部長、1996年定年退官、名誉教授、北海学園大学経済学部教授。2001年退職。
2009年4月瑞宝中綬章受章。
栗本慎一郎著『間違いだらけの大学選び』の北海学園大学の頁で、退官した北海道大学における看板教授として評価されていた。
長男は長岡龍作（1960 - 、日本美術史、東北大学教授）。

## 著書
- 『明治恐慌史序説』東京大学出版会、1971
- 『産業革命』教育社歴史新書 日本史、1979
- 『日本資本主義論争の群像』ミネルヴァ書房、1984

### 共編著
- 『近代日本経済史』田中修、西川博史共著 日本経済評論社、1980
- 『一般経済史』石坂昭雄共編著 ミネルヴァ書房、1983
- 『近代日本の経済 統計と概説』編著 ミネルヴァ書房、1988
- 『世界経済史入門 欧米とアジア』宮本謙介、太田和宏共編著 ミネルヴァ書房、1992
- 『日本経済と東アジア 戦時と戦後の経済史』西川博史共編著 ミネルヴァ書房、1995